# Motoutrke
Postoje mnogi različiti motosportovi, automobilistički i motociklistički, a odvijaju se na specijalnim kružnim, cestovnim ili stazama u prirodi.  Automobilistički motosportovi su oni od grand prix utrka Formule 1 do utrka inducara i kartinga, gdje vrhunski vozači stječu svoja prava iskustva u motoutrkama. Između toga postoje različite vrste utrka uključujući utrke dragstera, sportskih i serijskih automobila, kao reli vožnje. Motociklistički sportovi su oni od grand prix motociklističkih utrka do motokrosa i spidveja. Automobili i motocikli stalno se usavršavaju i postaju sve brži i pouzdaniji.

## Formula 1
Proizvođači i njihovi vozači natječu se za svjetsko prvenstvo tijekom cijele sezone. Godišnje se održava 16 utrka na različitim grand prix stazama u cijelom svijetu. Utrci prethodi službeni trening na kojem vrijeme što ga postignu automobili određuje startnu poziciju na utrci. Prvih osam automobila koji dovrše utrku dobivaju bodove 10, 8, 6, 5, 4, 3, 2 i 1. Autoutrke u kategoriji formula znače da se međusobno natječu automobili sličnih motora. Postoje pravila o trupu automobila kao i o motorima. Automobili Formule 1 su lagani jednosjedi s trupom koji pristaje preko monokokne šasije.
- Ostale formule

Prije automobila Formule 1, vozači obično voze utrke slabijih modela. Ima različitih formula, no među najpopularnijima su GP2, Formula 2 i GP3. Za neke postoje grand prix i kontinentalna prvenstva.
- Zaustavljanje u boksu

Boks je mjesto izvan staze gdje mehaničari mogu raditi na automobilu tijekom utrke. Zaustavljanje u boksu jako je važno na grand prix utrkama. Brzina kojom tim natoči gorivo i promjeni gume bolidu može pridonijeti pobjedi ili porazu na utrci.

### John Surtees
Britanski motociklist koji je vozio i utrke, John Surtees (r. 1934.) bio je svjetski prvak u oba sporta. Od 1956. do 1960. osvojio je sedam titula svjetskog prvaka u kategorijama od 350 cc i 500 cc. Godine 1964. osvojio je svjetsko prvenstvo vozača.

### Utrke indycara
Odvijaju se na velikim kružnim stazama i zavojitim kružnim cestama, a natjecanja se najčešće održavaju u Sjedinjenim Državama. Automobili su slični modelima Formule 1, a godišnje prvenstvo odlučuje se prema broju bodova osvojenih u određenom broju utrka. Ovaj sport je nazvan po Indianopolisu 500, klasičnom natjecanju u američkim automobilističkim utrkama.

### Indianopolis 500
Kružna staza u Indianopolisu poznata kao Brickyard zato što je površina napravljena od 3,2 milijuna opeka. Njezina četiri zavoja nagnuta su za 9°, a cijela dužina iznosi 4025 km. Na Indy 500 vozi se 200 krugova - 805 km.

### Utrke dragstera
Kod ovih utrka po dva dragstera voze paralelno na ravnoj stazi dugoj 400 m niz eliminacijskih utrka. Ima više klasa dizajna, motora i goriva. Oni najbrži lagani top - fuelleri  s kompresijskom pumpom - voze na raketno gorivo i mogu prijeći stazu za manje od šest sekunda.

### Karting
Karting je sport koji pruža užitak ljudima svih dobi. Najednostavnija karting - vozila imaju motor od 60 i 100 cc i nemaju mjenjač, a mogu ih voziti dječaci i djevojčice od osam godina. Karting -  vozila imaju nisku šasiju, a vozač sjedi najviše tri cm iznad tla.
- Kart utrke

Karting vozila od 250 cc su minijaturni trkaći automobili i dostižu brzinu od 240 km/h. Kod dugih utrka koje se odvijaju na širokim stazama, natječe se i više od 60 vozila. Na kraćim utrkama može se natjecati oko 20 vozila. Karting ima svoje prvenstvo.

## Reli
To su duge utrke na redovnim cestama s posebnim fazama po neuređenim cestama i stazama. Mogu se održavati u jednom danu ili trajati nekoliko dana. Reli utrke nisu utrke sa strogim pravilima. Vozačima pomažu navigatori postavljeni na razmacima u  >> pojačanim << limuzinama. Gube se bodovi za prekoračenje vremenskih ograničenja između dviju kontrolnih točaka.
- Reli Monte Carlo

Ovo natjecanje je proslavilo reli utrke. Osnovano je 1911. radi poticanja dolaske turista u Kneževinu Monako tijekom zime. Natjecatelji stižu iz svih krajeva Europe, a završna faza održava se u Monte Carlu.
- 24 sata Le Mansa

Ova poznata utrka sportskih automobila održava se svake godine na 13,6 km dugoj kružnoj stazi u Le Mansu nedaleko Pariza, Francuska. Ekipa od dvojice ili trojice vozača izmjenjuje se za volanom i bez prestanka voze cijeli dan i cijelu noć. Taj događaj je postao nacionalna institucija u Francuskoj tijekom koje su za brojno gledateljstvo što se tamo okuplja otvorene prodavaonice, luna-parkovi i restorani.
- Serijski automobili

Utrke serijskih automobila održavaju se u različitim oblicima s obje strane Atlantika. U Europi se odvijaju najčešće na manjim kružnim stazama, a automobili voze jedan za drugim. U Sjedinjenim Državama to su brzinske utrke pojačanih limuzina i jedan je od vodećih sportova na jugu gdje se natjecanja odvijaju na golemim kružnim stazama sa zaštitnim ogradama.
- Kopneni brzinski rekord

Kopneni brzinski rekord je prosječno vrijeme vožnje u oba smjera na dužini od 1 kilometra ili milje. Britanski vozač Richard Noble postigao je rekord od 1019,5 km/h 1983. godine u svom mlaznom automobilu Thrust 2. Vozio je na tvrdoj podlozi u pustinji Black Rock u Nevadi, SAD.

## Motociklističke utrke
Motociklističke utrke odvijaju se na posebnim kružnim stazama. Na vrhunskoj razini proizvođači i vozači natječu se na 12 ili više grand prix utrka u sezoni za svjetsko prvenstvo u različitim klasama; 500 cc, 250 cc, 125 cc i motociklima s prikolicom. Bodove dobiva prvih 15 koji završe utrku, 25 bodova za prvo mjesto, 20 za drugo pa sve do 1 boda za 15. mjesto.
- Off-road utrke

Off-road motocikli imaju debele gume koje zahvaćaju rastresite materijale i blato. Motori su povišeni da bi se izbjeglo oštećenje.

### Motokros
Motokros se odvija na neravnim terenima u prirodi. Na velikim natjecanjima više od 40 natjecatelja utrkuje se u nekoliko krugova na zavojitoj, blatnjavoj i brdovitoj stazi. Svjetsko prvenstvo održava se svake godine u nekoliko kategorija.
- Pojedinačna moto-natjecanja

Najpoznatija kao šestodnevna natjecanja, pojedinačna moto-natjecanja karakteriziraju spori dijelovi na teškim prirodnim terenima, uključujući vodu, blato, rastresitu kamenitu podlogu i uzbrdice. Vozači se kažnjavaju za zaustavljanje ili stavljanje noge na tlo. Motocikli imaju specijalne niske mjenjače što omogućava vozačima da polako napreduju po ravnoj stazi.

### Spidvej
U većini spidvejskih utrka natječu se četiri vozača na stazi u četiri kruga. Utrka se odvija na kružnoj stazi od troske. Motocikli nemaju kočnice ni mjenjač pa vozači kližu po zavojima vukući nogu po troski i to se naziva bočna vožnja. Za prvo mjesto dodjeljuju se tri boda, za drugo dva i za treće jedan bod. Natjecanja obuhvaćaju ekipne i pojedinačne utrke.
- Spidvej na ledu

Spidvejske utrke na ledu popularne su nekim sjevernim dijelovima Europe i Sjedinjenih Država. Motocikli imaju specijalne gume sa žbicama koje zahvaćaju glatku ledenu stazu. Postoji svjetsko prvenstvo u ekipnim i pojedinačnim kategorijama.

## Vanjske poveznice
- službene stranice Relija Monte carlo  Arhivirana inačica izvorne stranice od 9. ožujka 2009. (Wayback Machine)
- Offizielle Homepage des Indianapolis Motor Speedway
- Indy Racing League (IRL)